# 288
288（二百八十八、にひゃくはちじゅうはち）は自然数、また整数において、287の次で289の前の数である。

## 性質
- 288は合成数であり、約数は1, 2, 3, 4, 6, 8, 9, 12, 16, 18, 24, 32, 36, 48, 72, 96, 144, 288である。
  - 約数の和は819。
  - 67番目の過剰数である。1つ前は282、次は294。
    - 約数の和が奇数になる28番目の数である。1つ前は256、次は289。

  - 約数を18個もつ3番目の数である。1つ前は252、次は300。
- 288 = 1! × 2! × 3! × 4!
  - n = 4 のときの超階乗である。1つ前は12、次は34560。
  - 4連続階乗数の積とみたとき最小、次は34560。ただし 0! = 1 を考えると最小は12。
- 288 = 2! × 3! × 4!
  - 3連続階乗数の積である。1つ前は12、次は17280。(オンライン整数列大辞典の数列 A176037)
- 288 = 11 + 22 + 33 + 44
  - nn の総和とみたとき1つ前は32、次は3413。
  - n = 1 のときの n1 + (n + 1)2 + (n + 2)3 + (n + 3)4 の値とみたとき自然数の範囲では最小、整数では1つ前は90、次は700。
- 83番目のハーシャッド数である。1つ前は285、次は300。
  - 18を基とする2番目のハーシャッド数である。1つ前は198、次は378。
- 288 = 25 × 32
  - 2つの異なる素因数の積で p 5 × q 2 の形で表せる最小の数である。次は800。(オンライン整数列大辞典の数列 A179646)
  - 2i × 3 j (i ≧ 1, j ≧ 1) の形で表せる15番目の数である。1つ前は216、次は324。(オンライン整数列大辞典の数列 A033845)
- 4番目のアキレス数である。1つ前は200、次は392。
- 288 = 23 + 43 + 63
  - 3連続偶数の立方和で表せる数である。1つ前は72、ただし自然数の範囲では最小、次は792。
  - n = 2 のときの n 3 + (n + 2)3 + (n + 4)3 の値とみたとき1つ前は153、次は495。
  - 3つの正の数の立方数の和1通りで表せる39番目の数である。1つ前は281、次は307。(オンライン整数列大辞典の数列 A025395)
  - 異なる3つの正の数の立方数の和1通りで表せる15番目の数である。1つ前は281、次は307。(オンライン整数列大辞典の数列 A025399)
  - n = 3 のときの 2n + 4n + 6n の値とみたとき1つ前は56、次は1568。(オンライン整数列大辞典の数列 A074533)
  - 自然数の偶数の立方和とみたとき1つ前は72、次は800。
- 288 = 03 + 23 + 43 + 63
  - 4連続偶数の立方和で表せる数である。1つ前は64、ただし負の数を除くと最小、次は800。
    - n 3 + (n + 2)3 + (n + 4)3 + (n + 6)3 の値とみたとき整数では最小、負の数を含むと1つ前は152、次は496。
- 各位の平方和が132になる最小の数である。次は828。(オンライン整数列大辞典の数列 A003132)
  - 各位の平方和が n になる最小の数である。1つ前の131は179、次の133は469。(オンライン整数列大辞典の数列 A055016)
- 288 = 2 × 122
  - n = 12 のときの 2n 2 の値とみたとき1つ前は242、次は338。(オンライン整数列大辞典の数列 A001105)
- 288 = 8 × 62
  - n = 6 のときの 8n 2 の値とみたとき1つ前は200、次は392。(オンライン整数列大辞典の数列 A139098)
- 288 = 25 × 9
  - n = 5 のときの 2n × 9 の値とみたとき1つ前は144、次は576。(オンライン整数列大辞典の数列 A005010)
- 288 = 172 − 1
  - n = 2 のときの 17n − 1 の値とみたとき1つ前は16、次は4912。
  - n = 17 のときの n 2 − 1 の値とみたとき1つ前は255、次は323。(オンライン整数列大辞典の数列 A005563)
- 288 = 42 + 42 + 162
  - 3つの平方数の和1通りで表せる83番目の数である。1つ前は280、次は292。(オンライン整数列大辞典の数列 A025321)
- 288 × 882 = 5042
  - 回文数でなく末桁が0でない数で逆順に並べた数との積が平方数になる3番目の数である。1つ前は169、次は441。(オンライン整数列大辞典の数列 A062917)
    - この数が平方数でない数では最小である。次は528。(オンライン整数列大辞典の数列 A082994)
- 桁の調和平均が4になる5番目の数である。1つ前は63、次は346。(オンライン整数列大辞典の数列 A062182)
例．3/1/2 + 1/8 + 1/8 = 4
- 連続する多冪数のうち小さいほうの数である。1つ前は8、次は675。(オンライン整数列大辞典の数列 A060355)
  - 288自身が多冪数であり、次の289も多冪数である。
- 288 = 73 − 72 − 7 + 1
  - n = 7 のときの n 3 − n 2 − n + 1 の値とみたとき1つ前は175、次は441。(オンライン整数列大辞典の数列 A152618)
- 288 = 182 − 36
  - n = 18 のときの n 2 − 36 の値とみたとき1つ前は253、次は325。(オンライン整数列大辞典の数列 A098847)
- 288 = 222 − 196
  - n = 22 のときの n 2 − 142 の値とみたとき1つ前は245、次は333。(オンライン整数列大辞典の数列 A132770)
- 約数の和が288になる数は6個ある。(138, 154, 165, 213, 235, 253) 約数の和6個で表せる3番目の数である。1つ前は252、次は384。
- 各位の和が18になる5番目の数である。1つ前は279、次は297。

## その他 288 に関連すること
- 年始から数えて288日目は10月15日、閏年10月14日。
- LHS 288は、りゅうこつ座で太陽系から最も近い恒星。
- フェラーリ・288GTOは、イタリアのフェラーリ製のスポーツカー。
  - フェラーリ・288GTOEvoluzioneは、試作型スポーツカー。
- ウォーデン(USS Flusser, DD-288)は、アメリカ海軍の駆逐艦。
- ウィリアム・R・ラッシュ(USS William R. Rush, DE-288)は、アメリカ海軍の護衛駆逐艦。
- カブリラ(USS Cabrilla, SS/AGSS-288)は、アメリカ海軍の潜水艦。
- ユンカース Ju 288は、第二次世界大戦中に設計されたドイツの爆撃機。